# Freundschaftsorden (Vietnam)
Der Freundschaftsorden (Vietnamesisch: Huân chương Hữu nghị) ist eine Dienstauszeichnung die von der vietnamesischen Regierung an "Ausländer und Kollektive von Ausländern die große Dienste in Aufbau, Festigung und Entwicklung der Freundschaft zwischen Vietnam und anderen Ländern der Welt" verliehen wird.
Der Freundschaftsorden kann an Ausländer und ausländische Organisationen verliehen oder posthum verliehen werden, wenn folgende Kriterien erfüllt werden:
- Der Geist von Solidarität und Freundschaft; Respekt vor der Unabhängigkeit, den Gesetzen und den Bräuchen Vietnams.
- Wichtige Beiträge zur Bauindustrie und wirtschaftlichen Entwicklung – Verdienste bei der Stärkung und Entwicklung von Freundschaftsbeziehungen und gute Kooperation in Politik, Wirtschaft, Verteidigung, Sicherheit, Diplomatie, Wissenschaft, Technologie, Umweltschutz, Kultur und Gesellschaft zwischen Vietnam und anderen Ländern oder regionalen/interregionalen Institutionen sowie internationalen Organisationen.

## Empfänger
- Jewpraksija Gurjanowa, sowjetische Hydrobiologin, 1961
- Hong Xiaoyong, chinesischer Botschafter, 2018[2]
- Cecilia Piccioni, italienische Botschafterin, 2018
- Joël Leroy, Chirurg, 2017[3]
- Saber Hossain Chowdhury, 2018[4]
- Asian Institute of Technology, 2006[5]
- Hellmut Kapfenberger, deutscher Journalist, 2017[6]
- Subinay Nandy, Stellvertretender Einwohnervertreter (Deputy Resident Representative), United Nations Development Programme (UNDP), 2007